# ارفورت
ارفورت مرکز ایالت تورینگن آلمان است. این شهر به خطوط راه‌آهن آلمان متصل است و از شهرهای مهم و پر جمعیت این ایالت به‌شمار می‌رود.